# ماه بر فراز مانیفست
ماه برفراز مانیفست (انگلیسی: Moon Over Manifest) کتابی آمریکایی به نویسندگی خانم کلر وندرپول است که توانست در سال ۲۰۱۱ جایزهٔ نیوبری را از آن خود کند. داستان این کتاب در دو دورهٔ زمانی مختلف روایت می‌شود.
انتشارات افق حق نشر کتاب را از نویسنده دریافت کرده و آن را به فارسی برگردانده است.

## داستان
آبیلین و پدرش گیدئون دختر و پدری هستند که با هم زندگی می‌کنند. پدر کار مشخصی ندارد و به همین دلیل آن‌ها مدام به شهرهای ایالات متحده آمریکا مهاجرت می‌کنند. مادر آبیلین آن دو را ترک کرده‌است. روزی گیدئون آبیلین را بدون این که خودش حضور داشته باشد به شهر مانیفست می‌فرستد. شهری که می‌گوید در گذشته در آن زندگی می‌کرده و افراد مختلفی در آن او را می‌شناسند. آبیلین به مانیفست می‌رود و نزد کشیش شهر زندگی می‌کند. او به زودی مجبور می‌شود در خانهٔ پیشگویی مجارستانی به نام دوشیزه سادی کار کند. در داستان‌هایی که پیشگو تعریف می‌کند، همهٔ افراد شهر هستند به جز پدرش! این کار موجب تعجب آبیلین می‌شود، ولی او در نهایت راز این شهر را از دل داستان‌های سادی درک می‌کند و حیرت‌زده می‌شود.

## بخش‌های خواندنی کتاب
::: زمین با صدای بلند حرف می زند به خصوص وقت‌هایی که می‌خواهد صدایش شنیده شود .
::: گیدئون می گوید : گل سرخ همیشه گل سرخ است اما هم خار دارد ، هم بوی خوش .
::: خاطرات مثل آفتاب هستند گرمتان می‌کنند ، حس خوبی می دهند اما نمی‌توانید آن‌ها را نگه دارید .
:::همه مردم استحاق شادی دارند و حالا نوبت توست .
::: وقتی جایی را ترک می کنی دیگر مشکل می‌توانی به عقب برگردی و خاطراتت را مرور کنی .
::: اگر گیدئون در ساعت شش و چهل و پنج دقیقه از آیوا به طرف مانیفست حرکت کند و اگر آبیلین هم در همان ساعت از مانیفست به طرف آیوا حرکت کند ، این دو نفر در چه ساعتی به هم می رسند ؟
::: مرگ مثل یک انفجار است مردم را وادار می‌کند متوجه چیزهایی شوند که قبلاً متوجه ش نوده اند .